# Dongfeng Fengshen S30
Pour les articles homonymes, voir S30.
La Dongfeng Fengshen S30 est une berline sous-compacte (citadine polyvalente) commercialisée par le constructeur automobile chinois Dongfeng Fengshen entre 2009 et 2017. Il existe une version à hayon appelée Dongfeng Fengshen H30. Le design de la carrosserie est dû au cabinet italien Italdesign de Giorgetto Giugiaro.
Elle est basée sur la première génération de Citroën Fukang, la version chinoise de la Citroën ZX qui remonte à 1991. Baptisée Fukang DC.7140, elle a été assemblée en Chine en CKD/SKD de 1992 à 2009 à la suite de la création de la coentreprise Dongfeng Citroën Automobile Company (DCAC) le 18 mai 1992. La Fukang DC.7140 a été restylée en juin 2002 et renommée Citroën Elysée.
La marque Dongfeng Fengshen (chinois : 东风 风神 ; pinyin : Dōngfēng Fēngshén), anglicisé en Aeolus en juillet 2009, est une marque du groupe chinois Dongfeng Motor Corporation.

## Histoire
La Dongfeng Fukang ou Citroën Fukang est une série de voitures compactes disponibles avec plusieurs types de carrosseries, berline tricorps, berline à hayon et fourgonnette, une gamme de voitures produites spécifiquement pour le marché chinois par le groupe DPCA - Dongfeng Peugeot-Citroën Automobile, une coentreprise entre le constructeur chinois Dongfeng Motor Corporation et le groupe français PSA - Peugeot-Citroën, fondée le 18 mai 1992.
La première Fukang DC.7140 (se traduisant par « prospérité et santé » en chinois), a été assemblée en semi-knock down (SKD) le 8 août 1992, c'était une Citroën ZX rebadgée. La voiture a été appelée Fukang DC.7140 en Chine, le nom se traduisant par « prospérité et santé ». Plus tard, la Fukang DC.7160 avec un moteur à injection de 1,6 litre a été ajoutée à la gamme. 17.000 exemplaires de la ZX ont été assemblés jusqu'à fin 1996, lorsque les deux usines de Dongfeng, dans la province de Wuhan, sont devenues opérationnelles et que la production locale a commencé. La capacité locale était de 150.000 exemplaires par an.
Le développement d'une nouvelle berline de marque Dongfeng a commencé au milieu des années 2000 en exploitant la synergie avec le groupe français PSA qui, grâce à Dongfeng, a construit de nombreux modèles en Chine, pour le marché local. Un premier prototype appelé Dongfeng DFM.7160 a été construit sur le châssis de la Citroën Fukang (la version chinoise de la Citroën ZX). C'était une berline trois volumes, développée avec Heuliez, une automobile patchwork qui utilisait les feux avant de la Peugeot 206, les feux arrière de la Mercedes-Benz Classe C et le module central (portes et habitacle) de la Citroën Elysée. Ce prototype est resté un exemplaire unique car il était très bon marché mais techniquement trop dépassé pour être lancé sur le marché. En 2007, Dongfeng a commencé à travailler sur un nouveau projet sur une base PSA et un accord a été conclu avec le cabinet italien Italdesign pour le style et l'ingénierie de la nouvelle voiture.
En avril 2009, la nouvelle Dongfeng Fengshen S30 a fait officiellement ses débuts, la première voiture de la nouvelle marque Fengshen (Aeolus en anglais) destinée à commercialiser les véhicules de tourisme, berlines et crossovers, du groupe Dongfeng. La S30 utilise la plate-forme de la Citroën ZX / Fukang mais avait une conception de carrosserie spécifique et un intérieur plus moderne. Le schéma mécanique était le même que les modèles Citroën avec traction avant : suspension type MacPherson à l'avant et roues interconnectées avec un essieu de torsion à l'arrière, moteur TU5 4 cylindres PSA 1,6 l développant 105 ch DIN. La boîte de vitesses était une boîte manuelle PSA à 5 vitesses ou automatique Aisin à 4 vitesses. Longue de 4,56 mètres, elle avait un empattement de 2,61 mètres. La production de la version berline a démarré en juillet 2009 à l'usine de Wuhan.

### Restylage 2013

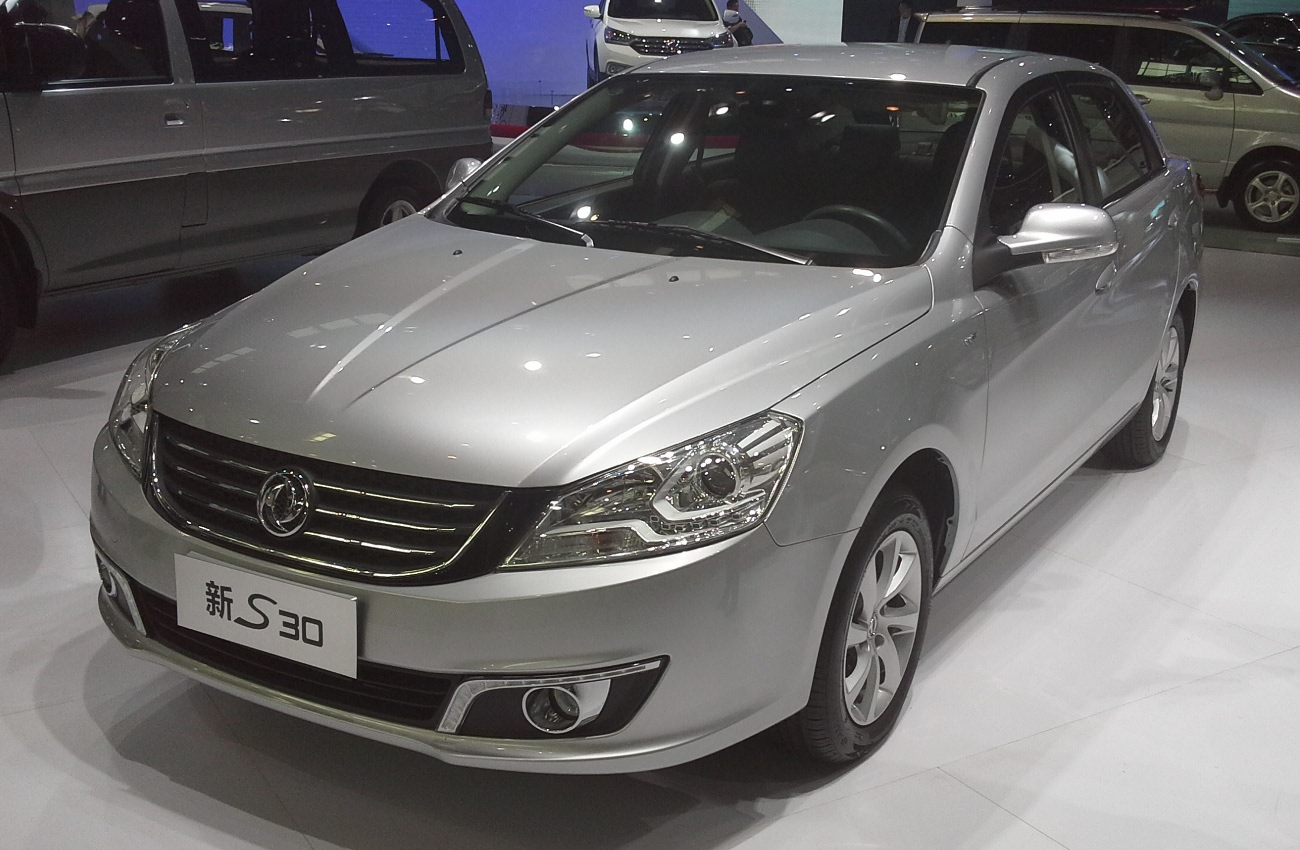
Dongfeng Fengshen S30 facelift

La Dongfeng Fengshen S30 a bénéficié d'un lifting en mars 2013, qui a modifié le dessin originel des faces avant et arrière.

### Dongfeng Fengshen S30 PHEV

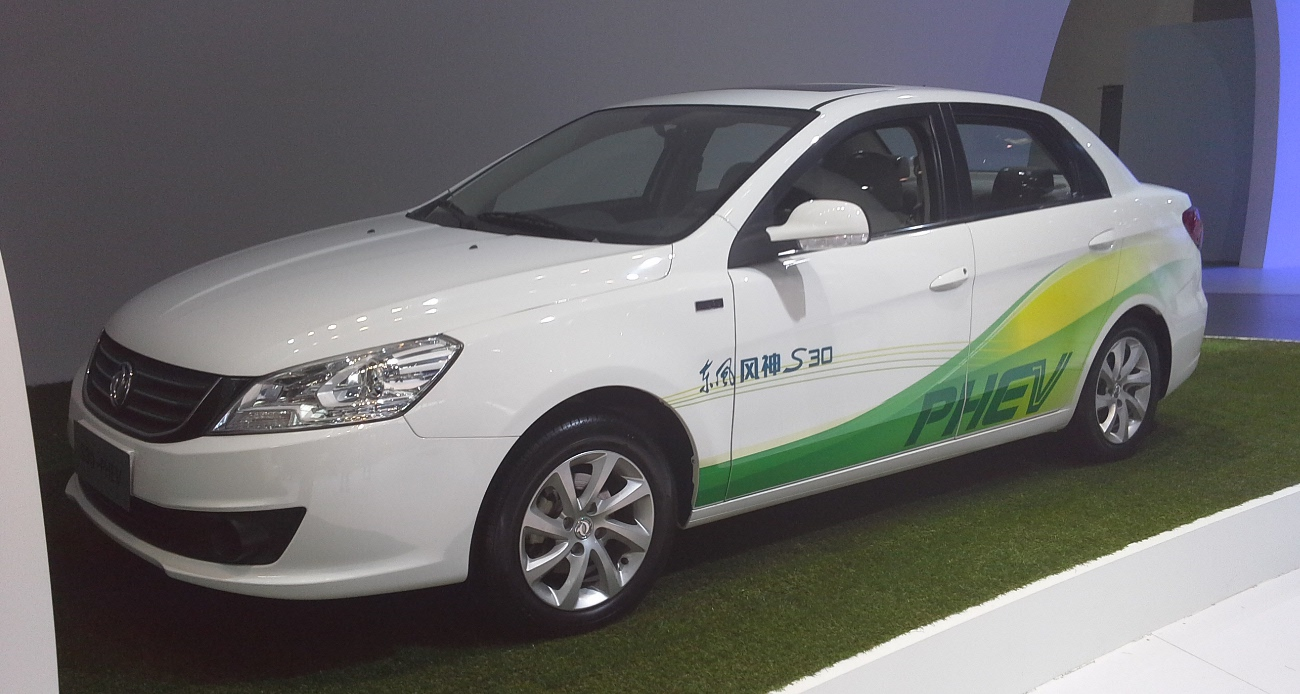
Dongfeng Fengshen S30 PHEV Concept

Dongfeng a dévoilé le Fengshen S30 PHEV basé sur la berline Fengshen S30 restylée lors du Salon de l'automobile de Pékin 2016 sous forme de concept qui n'a jamais été mis en fabrication.

### Dongfeng Fengshen H30

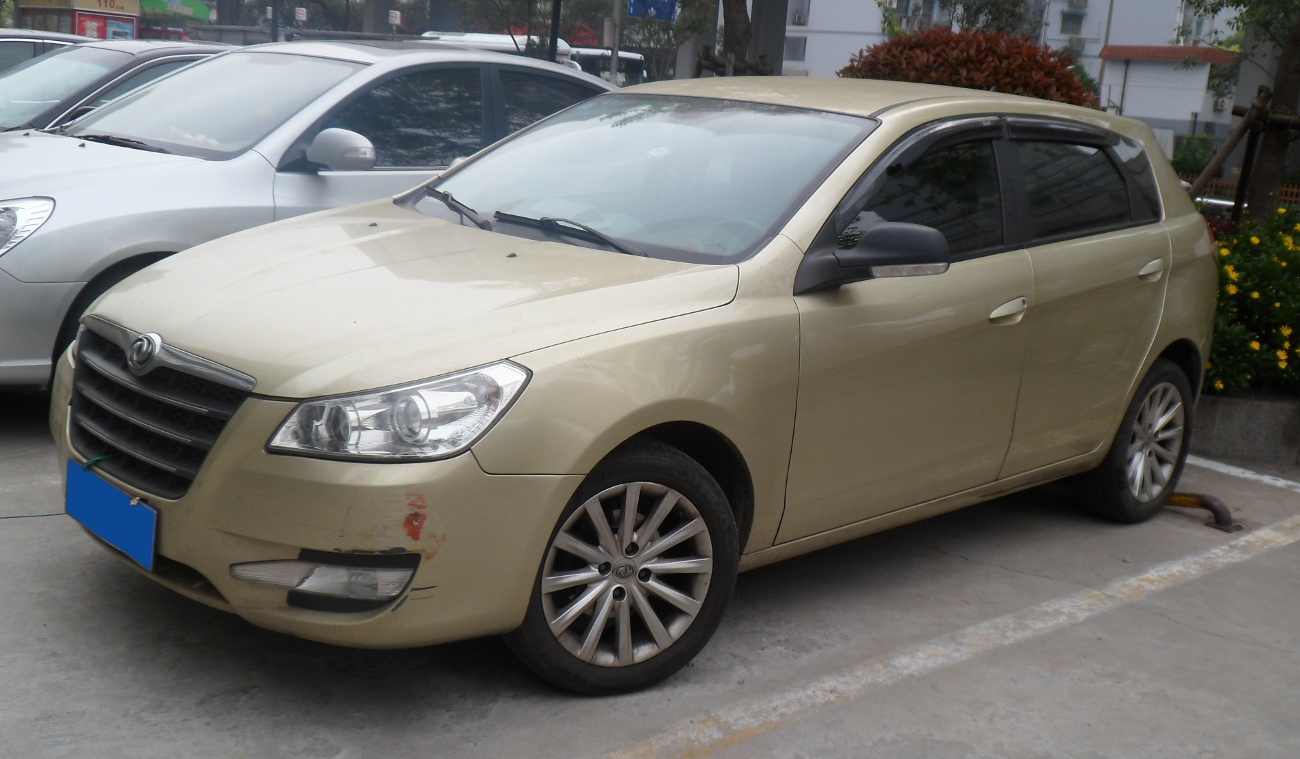
Dongfeng Fengshen H30

La Dongfeng Fengshen H30 est la version à hayon de la berline sous-compacte Dongfeng Fengshen S30.

### Fengshen H30 Cross

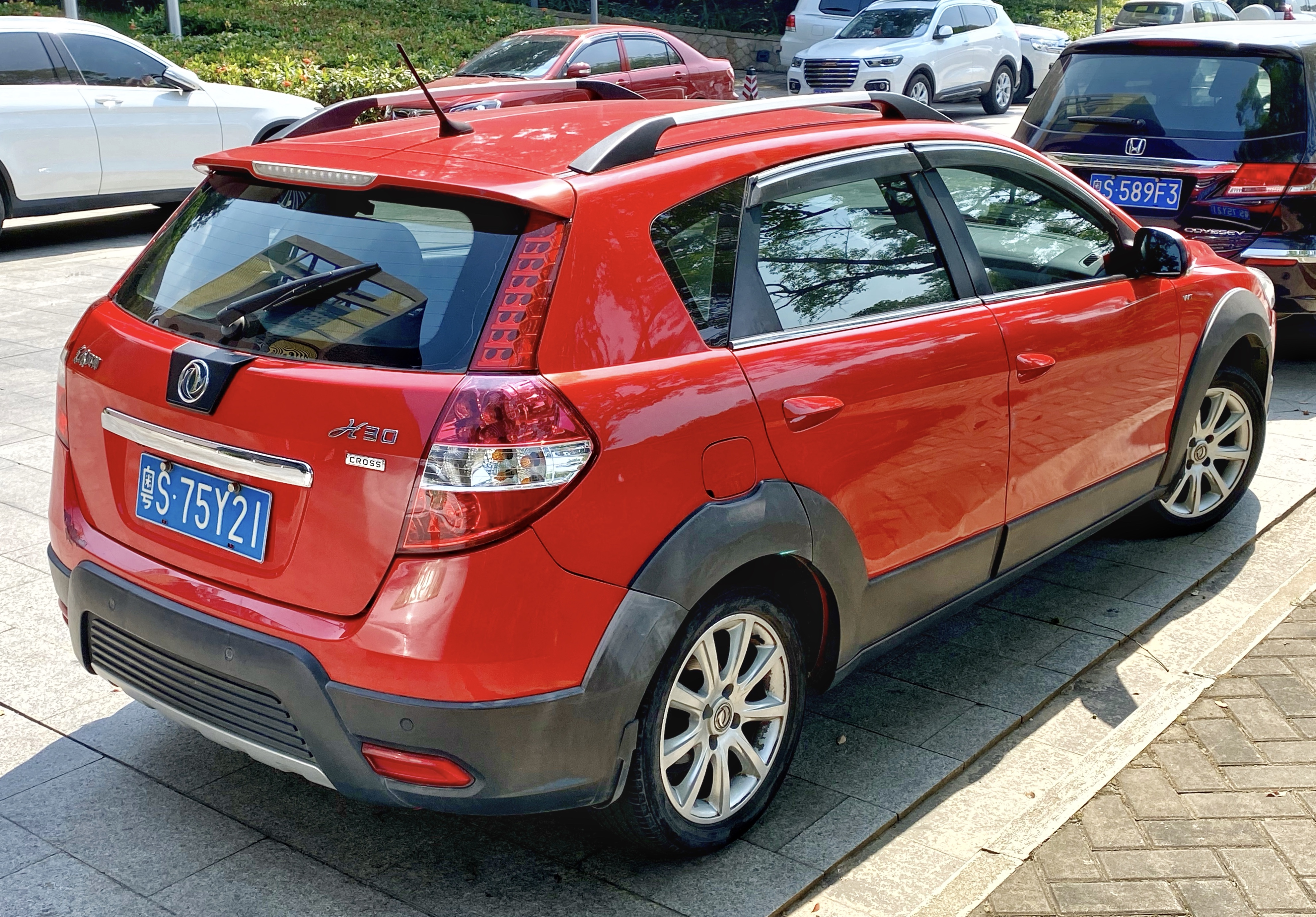
Dongfeng Fengshen H30 cross (arrière)

Cette variante crossover de la Dongfeng Fengshen H30 avec des revêtements en plastique autour des passages de roue et des pare-chocs, a été présentée au Salon de l'automobile de Pékin 2010 sous le nom de Dongfeng Fengshen H30 Cross. Le modèle a bénéficié d'un lifting en mars 2013. La berline H30 classique a été abandonnée et le style DRG avant du H30 Cross.